# Joachim Silfverskog
Joachim Silfverskog (Silfverskoug), född 1709, död 18 mars 1787 var en dansk fajansmålare.
Silfverskog var gift med Anna Margareta Vagman. Han inkallades troligen från den danska porslinsfabriken vid Store Kongensgade i Köpenhamn till Rörstrands porslinsfabrik där han var verksam 1741–1770. Han var en framstående keramiker och behärskade blåmåleriet som benämndes bleu camaïeu-dekor. Hans arbeten signerades S. eller J.S. och finns till stor del bevarade och uppvisar en stil i senbarock med kraftfull och elegant utsmyckning. Bland de mönster han tar upp märks den danska bården som består av stiliserande blommor omväxlande med akantusblad eller en dekoration med rutor som inramar indianska blommor i en koboltblå färg. Han begränsade sig inte bara till ornamentala motiv utan utförde även föremål med figurscener. Silfverskog är representerad vid Röhsska konstslöjdmuseet i Göteborg, Nationalmuseum, Nordiska museet och Museum für Kunst und Gewerbe i Hamburg.